# The Feud and the Turkey
The Feud and the Turkey è un cortometraggio muto del 1908 diretto e sceneggiato da David W. Griffith. Il film è interpretato da Harry Solter, Linda Arvidson e Robert Harron. La sedicenne Violet Mersereau - che, fino al 1926, girerà 111 pellicole - esordisce sullo schermo con questo film.

## Trama
A causa di una banale controversia, nasce una faida tra i Wilkinson e i Caulfield che dura nel tempo. Ai bambini viene proibito di giocare tra di loro, anche se Nellie Caulfield e Bobby Wilkinson cominciano ad amarsi fin da bambini. Il colonnello Wilkinson vieta a Bobby di vedere la ragazzina, suscitando l'ira dei Caulfield: tra le due fazioni scoppia una rissa che lascia sul terreno un morto, il giovanissimo George, il figlio minore del colonnello. Da quel momento in poi, la faida sembra insanabile ma Nellie e Bobby continuano ad amarsi. Diventato adulto, Bobby fugge con l'amata per sposarla. Quando, però, dopo le nozze, vuole presentare la moglie al colonnello, questi lo butta fuori di casa, rinnegandolo.
Sono passati due anni. La piccola famiglia è cresciuta e i giovani sposi sono diventati genitori di un bel bambino. Mentre si avvicina il Natale, la vecchia zia Dina, la domestica di colore, si inginocchia per pregare il buon dio di portare sulla loro tavola un bel tacchino. Daniel, suo marito, esce allora di casa con un fucile da caccia, deciso a prendere un qualsiasi uccello che incontrerà sulla sua strada. Ma la sua caccia è sfortunata. Superate le colline, vede un grasso tacchino appeso sul retro della casa del colonnello e Daniel non riesce a resistere alla tentazione. A casa, zia Dina, finito di pregare, trova sul tavolo quella che crede una risposta alle sue preghiere, il tacchino rubato. Prepara così un succulento pranzo di Natale. Ma il colonnello, che si è messa sulle tracce del ladro, arriva alla casa di Bobby. Furioso, pare che la tragedia debba scoppiare di nuovo. Ma il vecchio, alla vista del nipotino, si commuove e tutto il suo rancore sfuma in questo suo nuovo sentimento d'amore che lo riavvicina al figlio e alla sua famiglia. La faida è finalmente finita e tutti festeggiano il Natale insieme.

## Produzione
Fu girato nel New Jersey, a Shadyside, prodotto dall'American Mutoscope and Biograph Company.

## Distribuzione
Il copyright del film, richiesto dall'American Mutoscope and Biograph Co., fu registrato il 3 dicembre 1908 con il numero H119109.
Distribuito dall'American Mutoscope and Biograph Company, il film - un cortometraggio in una bobina - uscì nelle sale l'8 dicembre 1908.
Non si conoscono copie ancora esistenti della pellicola che viene considerata presumibilmente perduta
.